# Wolfgang Jungandreas
Wolfgang Jungandreas (* 9. Dezember 1894 in Görlitz; † 17. Juni 1991 in Konz) war ein deutscher Sprachwissenschaftler und Hochschullehrer, der sich insbesondere mit germanischen und deutschen Philologie sowie dem schlesischen Dialekt befasste.

## Leben

### Studium, Arbeiten zum schlesischen Dialekt und Professuren in Breslau und Posen
Jungandreas begann nach dem Abitur ein Studium der Sprach- und Altertumswissenschaften an der Schlesischen Friedrich-Wilhelms-Universität zu Breslau. Bereits während seines Studiums veröffentlichte er 1921 im Privatdruck ein erstes Buch mit dem Titel Geschichte der altenburgischen Familie Jungandreas. 1923 legte er an der Universität zu Breslau seine Promotion zum Dr. phil. mit einer Dissertation zum Thema Schlesische Zeitwortbildung ab. In der Folgezeit beschäftigte er sich als Mitarbeiter des Deutschen Instituts der Universität zu Breslau mit dem schlesischen Dialekt und verfasste dazu auch verschiedene Fachbücher.
1933 erfolgte ebenfalls an der Universität zu Breslau seine Habilitation mit einer Habilitationsschrift zum Thema Zur Geschichte der schlesischen Mundart im Mittelalter : Untersuchungen zur Sprache und Siedlung in Ostmitteldeutschland. Im Anschluss gab er zusammen mit Theodor Siebs mit Unterstützung durch die Provinz Schlesien zwischen 1935 und 1938 das Schlesische Wörterbuch heraus.
1940 nahm Jungandreas den Ruf auf eine Professur für Sprachwissenschaften an der Schlesischen Friedrich-Wilhelms-Universität zu Breslau an und lehrte zugleich bis zum Ende des Zweiten Weltkrieges von 1940 bis 1945 als Professor an der Reichsuniversität Posen. Er war Mitglied der Historischen Kommission für Schlesien.

### Professur in Göttingen und Niedersächsisches Wörterbuch
Nach Kriegsende nahm Jungandreas 1945 den Ruf auf eine Professur für Sprachwissenschaften an der Georg-August-Universität Göttingen an und lehrte dort bis 1951.
Zeitgleich übernahm er im Dezember 1945 von Friedrich Neumann die Leitung der Arbeitsstelle Niedersächsisches Wörterbuch, die sich an der Abteilung für Niedersächsische Mundartforschung des Seminars für Deutsche Philologie der Universität Göttingen mit der Herausgabe eines der großlandschaftlichen Wörterbücher des Deutschen beschäftigt und den Wortschatz der Dialekte der heutigen Bundesländer Niedersachsen und Bremen erfasst. Unter Abkehr von der ursprünglichen Konzeption eines volkskundlich ausgerichteten Wörterbuches begann er mit den Manuskriptarbeiten, obwohl die wichtigste Voraussetzung dafür – die systematische Ordnung des Quellenmaterials – noch nicht erfolgt war.
Nach Sichtung des vorhandenen Materials wurden von Jungandreas in Ergänzung zu den zuvor erstellten Fragebögen zwei weitere Fragebögen entworfen. 1951 veröffentlichte Jungandreas die erste Lieferung des Niedersächsischen Wörterbuches, die zwei Jahre später mit einem veränderten Vorwort erneut erschien.

### Professur in Mainz
1951 wurde von Jungandreas schließlich der Ruf auf eine Professur für Sprachwissenschaften an der Johannes Gutenberg-Universität Mainz angenommen, so dass mit Hans Neumann auch die Stelle des Leiters der Arbeitsstelle Niedersächsisches Wörterbuch neu besetzt werden musste.
In der Folgezeit befasste er sich neben seiner Lehrtätigkeit mit den moselfränkischen Dialekten und wies in zahlreichen Veröffentlichungen nach, dass viele moselländische Siedlungs- und Flurnamen auf keltisch-römische Wurzeln zurückgehen und sich an der Mosel bis ins Hochmittelalter hinein die größte romanische Sprachinsel auf deutschem Boden gehalten hat. Dieses Gebiet, die Moselromania, bezeugte damit das Fortleben der galloromanischen Bevölkerung über die Völkerwanderungszeit hinaus.

## Veröffentlichungen
- Geschichte der altenburgischen Familie Jungandreas, Emden 1921
- Schlesische Zeitwortbildung, Dissertation Universität zu Breslau, 1923
- Beiträge zur Erforschung der Besiedlung Schlesiens und zur Entwicklungsgeschichte der schlesischen Mundart, Breslau 1928
- Texte zur Geschichte der schlesischen Mundarten, Breslau 1931
- Zur Geschichte der schlesischen Mundart im Mittelalter. Untersuchungen zur Sprache und Siedlung in Ostmitteldeutschland. (Habilitation Universität zu Breslau, 1933). Breslau 1937 (= Deutschkundliche Arbeiten: B. Schlesische Reihe. Band 3); Neudruck, besorgt von Wolfgang Kleiber, Mainz 1987
- Schlesisches Wörterbuch, Mitherausgeber Theodor Siebs, Breslau 1935
- Deutsche Mundarttexte aus dem späteren Mittelalter, Breslau 1936
- Das älteste schlesische Walenbuch, Mitherausgeber Ernst Boehlich, Breslau 1938
- Geschichte der deutschen und englischen Sprache, 3 Bände, Göttingen 1946–1949
- Gudrun : Der Hildeteil, Göttingen 1947
- Die Gudrunsage in den Ober- und Niederlanden : Eine Vorgeschichte des Epos, Göttingen 1948
- Dichtung und Wahrheit: Johann Wolfgang von Goethe, Gütersloh 1948
- Niedersächsisches Wörterbuch, Neumünster, 8 Bände, Erste Lieferung 1951, Neuauflage 1953
- Historisches Lexikon der Siedlungs- und Flurnamen des Mosellandes. Schriftenreihe zur Trierischen Landesgeschichte und Volkskunde, Trier 1962/63
- Zur Geschichte des Moselromanischen : Studien zur Lautchronologie und zur Winzerlexik, Wiesbaden 1979
- Sprachliche Studien zur germanischen Altertumskunde, Wiesbaden 1981
- Die Einwirkung der karolingischen Renaissance auf das mittlere Rheinland, Stuttgart 1986